# Керът Айрънфаундерсън
Керът Айрънфаундерсън (от англ. Carrot Ironfoundersson) е литературен герой на британския писател Тери Пратчет, от поредицата книги „Светът на диска“.
За пръв път се поява в „Стражите! Стражите!“, където помага за възраждането на Нощната стража на Анкх-Морпорк.
Като бебе е открит от джуджета сред горящи каруци и трупове, близо до мините в меден рудник. Двойката джуджета които га намират го осиновява и отглежда като собствен син. Джуджешкото му име е Кзад-бхат, Главотрес, защото с годините той пораства твърде много, което принуждава осиновителите му да го пратят на работа в света на „големите хора“ (за да не си блъска главата в тавана на шахтите до края на живота си, и заради Минди с меката брада). Тъй като мините, в които е отгледан, са твърде отдалечени от Анкх-Морпорк, джуджетата там все още мислят, че работата в стражата е много престижна, и грижовно изпращат осиновения си син там. С физическата си сила и старанието си Керът бързо се превръща в страшилище за всеки престъпник, а с простодушността и невинността си – в съвестта на стражата.
Освен всичко друго се оказва, че Керът е законният престолонаследник на Анкх-Морпорк (има си и специален меч, както се полага), но тъй като той не проявява интерес към тази длъжност въпросът си остава неразрешен. Както казва Керът при една среща с управника на града лорд Ветинари, да си крал всъщност означава да носиш съответното за длъжността облекло, да се държиш подобаващо и да следиш за реда и спокойствието... тоест същото като да си полицай.
Керът е искрено убеден, че всеки човек иска да е честен и почтен. Това убеждение се затвърждава от ежедневието му. Ако например той види, че някой е забравил да си плати данъците, веднага ще му занесе загрижено формуляр и писалка, за да не се затруднява човекът – и, кой знае защо, всички му благодарят и веднага си попълват формуляра. Много престъпници още при първите му поучителни думи колко е добре да си честен се съгласяват и променят – двуметровите здравеняци по принцип звучат убедително...
Всички жени се размекват при вида на Керът, и немалко момичета въздишат по него. Той обаче си има приятелка, и то от благородно семейство – Ангуа фон Юбервалд, също сержант в Градската Стража. Фактът, че тя е върколак, не притеснява Керът ни най-малко. Това, че четвърт от всеки месец тя прекарва в образа на вълчица, за него е повод единствено да ѝ купи кошница, в която тя да може да спи на меко и през това време. След оттеглянето на Ваймс (той накрая се превръща в политическа фигура и рядко се замесва вече в истински разследвания) капитан Керът поема цялата оперативна дейност на Стражата, Ангуа му става заместник